# Самшвилдское эриставство

Иберийские эриставства во время правлении Фарнаваза I.

Самшвилде (груз. სამშვილდის საერისთავო) — эриставство (административная единица) в иберийском царстве. Впервые появляется в III веке до н. э.: согласно Картлис Цховреба, это была одна из эриставств, основаны царем Фарнавазом I. Центром эриставство был одноименный город Самшвилде. Саэриставо простирался к югу от современной долины реки Вере и включал Триалети, Ташири и Абоци. Хунани и Самшвилде вместе образовали Нежно Иберийскую провинцию, которую иногда называли Ташири.  
Чтобы укрепить южные границы Иберии от Армении, царь Бакар, сын Мириана (342–364), назначил в качестве эристава Самшвилде — Пероза. В IV-VII веках самшвильдские эристави носили почетное звание питиахша. 
Царь Арчил (410-434) назначил своего сына Мирдата в качестве эристава Самшвилде, в результате чего Уша, потомок Пероза, был заменен. В середине V века, после воцарения Мирдата (434–446) — Аршуша II появляется как эристав Самшвилде. Царица Сагдухт, приняв христианство, построила здесь Успенскую церковь — Сиони. После убийства Варскена (482 г.) Вахтангом I Горгасали (457-502) Адарнасе появляется как эристав Самшвилде. Похоже, потомки Пероза восстановили свое положение после укрытие Вахтанга I Горгасали в Западную Грузию или после смерти царя.
В VIII веке Картлийски эрисмтавар Арчил (736-786) женил одного из своих племянников на Самшвильдском эриставе. После арабского нашествие Грузии Самшвилде находился под властью арабского халифата. Но вскоре после основания Тбилисского эмирата в 736 году Самшвилде подчинился Тбилисскому эмиру, который фактически являлся правителем Картли. В конце IX века Самшвилде был завоеван армянскими Багратидами. В начале X века эристав-эристав Тао — Гурген II попытался освободить Самшвилде, но безуспешно. В конце X века Самшвилде становится столицей Ташир-Дзорагетского царства. В 60-х годах XI века Баграт IV (1027-1072) захватил армянского царя Квирике II и вернул Самшвилде.
Царь Георгий II (1072-1089) в знак примирения и прощения назначил в качестве эристава Самшвилде Иване Липаритис-дзе, эристав Клдекари. Его правление длилось до 1078 года, до вторжения в Грузию Мелик-шаха. В 1110 году Давид IV Строитель освободил Самшвилде от турок-сельджуков. За большие заслуги Давид IV Строитель передал Самшвилде амирспасалару Иване Орбели. После восстания Орбели (1177-1178) Самшвилде стал непосредственно частью царского владения.